# Necarim
Necarim (hebrejsky: נְצָרִים, jde o hebraizovanou variantu jména nedaleké palestinské obce Nuseirat, anglicky: Netzarim) byla izraelská osada v Pásmu Gazy, v Oblastní radě Chof Aza, která byla v roce 2005 vyklizena v rámci Izraelského plánu jednostranného stažení.
Nacházela se v nadmořské výšce cca 30 metrů v střední části Pásma Gazy. Necarim ležela cca 6 kilometrů jihozápadně od centra města Gaza, cca 75 kilometrů jihozápadně od centra Tel Avivu a cca 85 kilometrů jihozápadně od historického jádra Jeruzalému. Vesnice Necarim byla izolovanou izraelskou osadou, zcela obklopenou lidnatými palestinskými sídly (aglomerace města Gaza na severu a aglomerace města Dejr al-Bala včetně uprchlického tábora Nuseirat na jihu). Spojení s vlastním Izraelem vedlo po jediné místní komunikaci, která se křížila s hlavní palestinskou dopravní osou Pásma Gazy a pak vedla k hraničnímu přechodu Karni.

## Dějiny
Necarim ležela v Pásmu Gazy, jehož osidlování bylo zahájeno Izraelem až po jeho dobytí izraelskou armádou, tedy po roce 1967. Vesnice byla založena už roku 1972. Tehdy ale šlo o osadu typu Nachal, tedy kombinace vojenského a civilního sídla. Teprve v roce 1984 byla proměněna na ryze civilní osadu, která zpočátku fungovala jako kolektivní zemědělský kibuc. Ten byl ale po několika letech zrušen a zdejší obyvatelé se věnovali zemědělství již na individuální bázi. Zemědělství bylo hlavní složkou místní ekonomiky. Osada hospodařila na rozsáhlých pozemcích a v skleníkových komplexech s pěstováním ovoce a zeleniny. Základní škola byla k dispozici v Bnej Acmon. Počátkem 21. století zde byla založena hesder ješiva, tedy vojenská náboženská přípravka s cca 20 studenty. U osady také fungoval lom na štěrkový kámen.
Během 90. let 20. století byla vesnice místem častých střetů s Palestinci, zejména křižovatka Necarim cca 1,5 kilometru jihovýchodně od vlastní osady, kde se křížily dopravní trasy využívané Palestinci a Izraelci. Civilní doprava z a do osady musela být eskortována za pomoci izraelské armády. Trvale zde docházelo i k vážným palestinským útokům s oběťmi na životech. 11. listopadu 1994 zemřeli na křižovatce Necarim tři izraelští vojáci po sebevražedném útoků, ke kterému se přihlásil Palestinský islámský džihád. Už 19. listopadu 1994 byl na této křižovatce zabit další izraelský voják po střelbě z okolo projíždějícího automobilu. K tomuto útoku se přihlásil Hamas. 29. března 1995 zemřeli při sebevražedném útoku na konvoj vozů východně od Necarim dva Izraelci. Během Druhé intifády se bezpečnostní situace v celé oblasti dále výrazně zhoršila. 27. září 2000 byl poblíž osady zabit jeden izraelský voják. 14. února 2002 zabila mina položená do cesty konvoje mezi Necarim a hraničním přechodem Karni 3 vojáky. Mina zároveň vybuchla i pod civilním konvojem. 10. března 2002 zabil palestinský útočník přestrojený za pouhého námezdního dělníka přímo u vjezdu do Necarim 1 vojáka. Už 14. března 2002 pak při dalším útoku na civilní konvoj z Necarim doprovázený izraelskou armádou zemřeli 3 vojáci. K tomuto útoku se přihlásily Brigády mučedníků Al-Aksá a Demokratická fronta pro osvobození Palestiny. 9. listopadu 2002 padl při hlídkování okolo osady Necarim další voják. K zodpovědnosti za útok se přiznal Palestinský islámský džihád. 24. října 2003 pronikl přímo do osady, respektive do přilehlé základny izraelské armády palestinský útočník a zabil tři vojáky. K této akci se přihlásil Hamas a Palestinský islámský džihád.
Během vlády Ariela Šarona byl zformulován plán jednostranného stažení, podle kterého měl Izrael vyklidit všechny osady v Pásmu Gazy. Plán byl i přes protesty jejich obyvatel v létě roku 2005 proveden. Zdejší osady včetně Necarim byly vystěhovány a jejich zástavba zbořena.
Část obyvatel Necarim se pak usadila provizorně ve vesnici Jevul v Jižním distriktu, v Oblastní radě Eškol. Nedaleko od ní byla roku 2008 zahájena výstavba zcela nové osady nazvané Bnej Necarim (hebrejsky: בני נצרים, doslova Synové Necarim). Její výstavba zatím probíhá, ale výhledově se do ní mají přestěhovat evakuované rodiny z Necarim. Jde o součást širšího plánu na osidlování písčitých dun Cholot Chaluca v Negevské poušti.

## Demografie
Obyvatelstvo obce Necarim bylo v databáziu Yesha popisováno jako nábožensky založené. Šlo o menší sídlo vesnického typu, které počátkem 21. století zaznamenávalo výrazný populační nárůst, protože pro část izraelské společnosti se stalo symbolem. K 31. prosinci 2004 zde žilo 521 lidí. Během roku 2004 populace obce vzrostla o 20,6 %.
| Rok            | 1999 | 2000 | 2001 | 2002 | 2003 | 2004 |
| -------------- | ---- | ---- | ---- | ---- | ---- | ---- |
| Počet obyvatel | 297  | 347  | 386  | 409  | 432  | 521  |